# Jókai-bableves
Jókai-bableves – węgierskie danie jednogarnkowe, zupa fasolowa ze śmietaną przygotowywana z wędzonej golonki, kiełbasy, warzyw i kluseczek csipetke. Jej nazwa pochodzi od nazwiska węgierskiego powieściopisarza Móra Jókaiego. Ulubioną potrawą pisarza była zupa fasolowa gotowana na wędzonych nóżkach prosiąt. Jókai „na śniadanie najchętniej jadał paprykowaną słoninę z palinką, a jeszcze w wieku 79 lat za najlepsze jedzenie uważał zupę fasolową na nóżkach wieprzowych”. Jednak „wielki gawędziarz” nie rozpoznałby współczesnej wersji zupy, powstałej w restauracji Gundel. Przepis na zupę fasolową na nóżkach ze śmietaną, który stał się sławny i został nazwany jego imieniem, opublikowany został w 1937 r. w książce kucharskiej Károlya Gundela Kis magyar szakácskönyv (Mała węgierska książka kucharska).

Tajemnica węgierskiej kuchni polega nie tylko na tym, jak smakowicie przygotować niektóre dania, ale także na tym, jak podawać je jedne po drugich, by spożyte danie wymagało zjedzenia następnego, a kiedy myślisz, że jesteś już całkiem syty, przynoszą coś nowego i jesteś zmuszony powiedzieć – „muszę to zjeść!”

Wśród ulubionych dań tego wyrafinowanego konesera, zupa fasolowa z wędzoną golonką (bez kwaśnej śmietany) uplasowała się na pierwszym miejscu wśród takich dań jak kaczka z czerwoną kapustą, paprykarz z indyka, gulasz wieprzowy, kapros-túrós lepénye (sernik z koprem), pogacze ze skwarkami, csíramálé (słodkie ciasto z wykiełkowanych ziaren pszenicy) czy czakumpakk leves (zupa na wywarze z krzyżowej wołowej, kościach, z warzywami, knedlami wątrobianymi i kluskami). Podczas jedzenia zawsze pił szklaneczkę wody mineralnej zmieszanej z czerwonym winem.
Według legend Mór Jókai przebywając kiedyś w Balatonfüredzie, zamówił zupę fasolową według własnych upodobań (z dużej fasoli z golonką wieprzową, na której pozostawiono racice), będącą jego ulubionym daniem, które wielokrotnie gotowały mu matka oraz żona, Róza Laborfalvi. Węgierską kuchnię w owym czasie zrewolucjonizowało użycie delikatnie smażonej cebuli z papryką w proszku. Według innej wersji legendy nie zamówił w tejże restauracji zupy według własnego smaku, ale podawana tam zupa fasolowa z nóżkami wieprzowymi i cebula smażoną z papryką w proszku zasmakowała mu tak bardzo, że odtąd chciał jeść w domu zupę przygotowaną tylko w ten sposób. Przepis na oryginalne danie, nazwane później jego imieniem, nie zawierał wówczas ani warzyw, ani kluseczków czipetke, golonki, bobu czy gęstej zasmażki z cebuli i papryki w proszku oraz wywaru z wędzonych nóżek wieprzowych z racicami. Jókai w swojej powieści Kamienne serce nazwał je „angyalbakancs” czyli anielskimi trzewikami. Wyjaśnieniem tego jest fakt, że do przyrządzenia dobrej zupy fasolowej należy użyć fasoli o dużych nasionach, tak dużych jak „paciorki różańców greckich mnichów”, a kruche, wędzone świńskie racice, które mają złoty kolor i kształt anielskich butów, dobrze do niej pasują.
W ramach tzw. Dni Jókaiego (Jókai Napok) w Balatonfüredzie organizuje się corocznie konkurs gastronomiczny poświęcony zupie fasolowej Jókaiego. O popularności zupy fasolowej Jókaiego świadczy fakt, że toczone są dyskusje na temat szczegółów przepisu. Ich przedmiotem jest na przykład stosowanie kiełbasy, golonki czy nóżek.

## Galeria

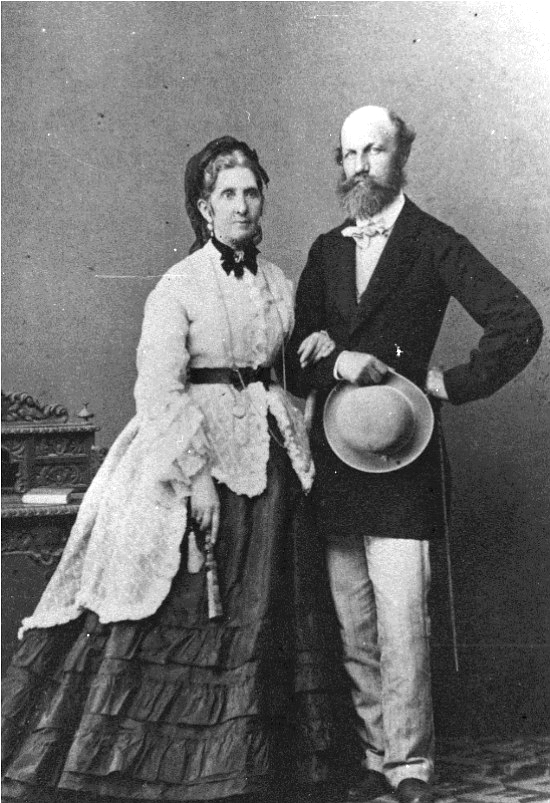
Róza Laborfalvi i Mór Jókai ok. 1873 r.
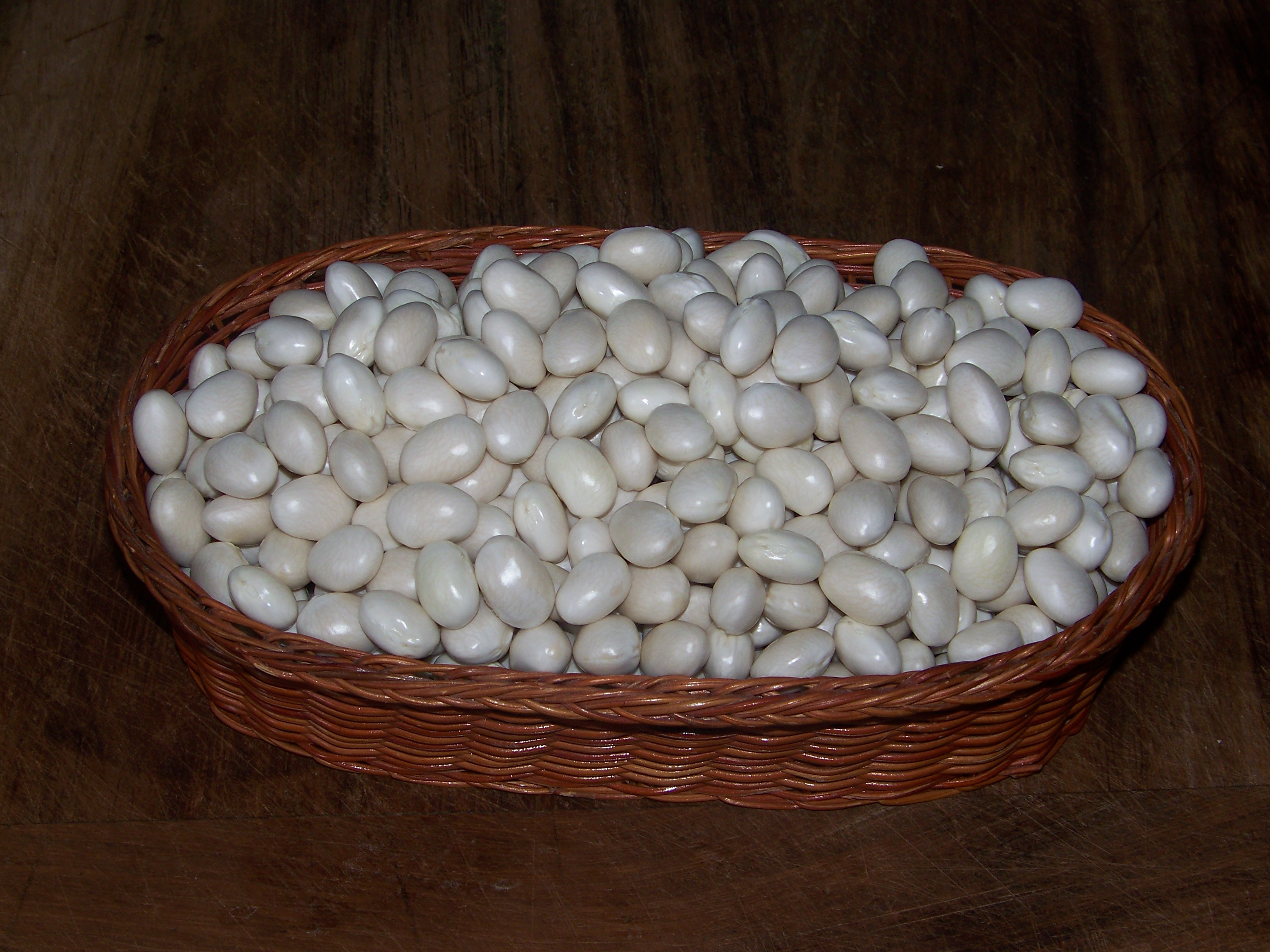
Dobra zupa fasolowa wymaga fasoli o tak dużych ziarnach, jak „paciorki różańców greckich mnichów”
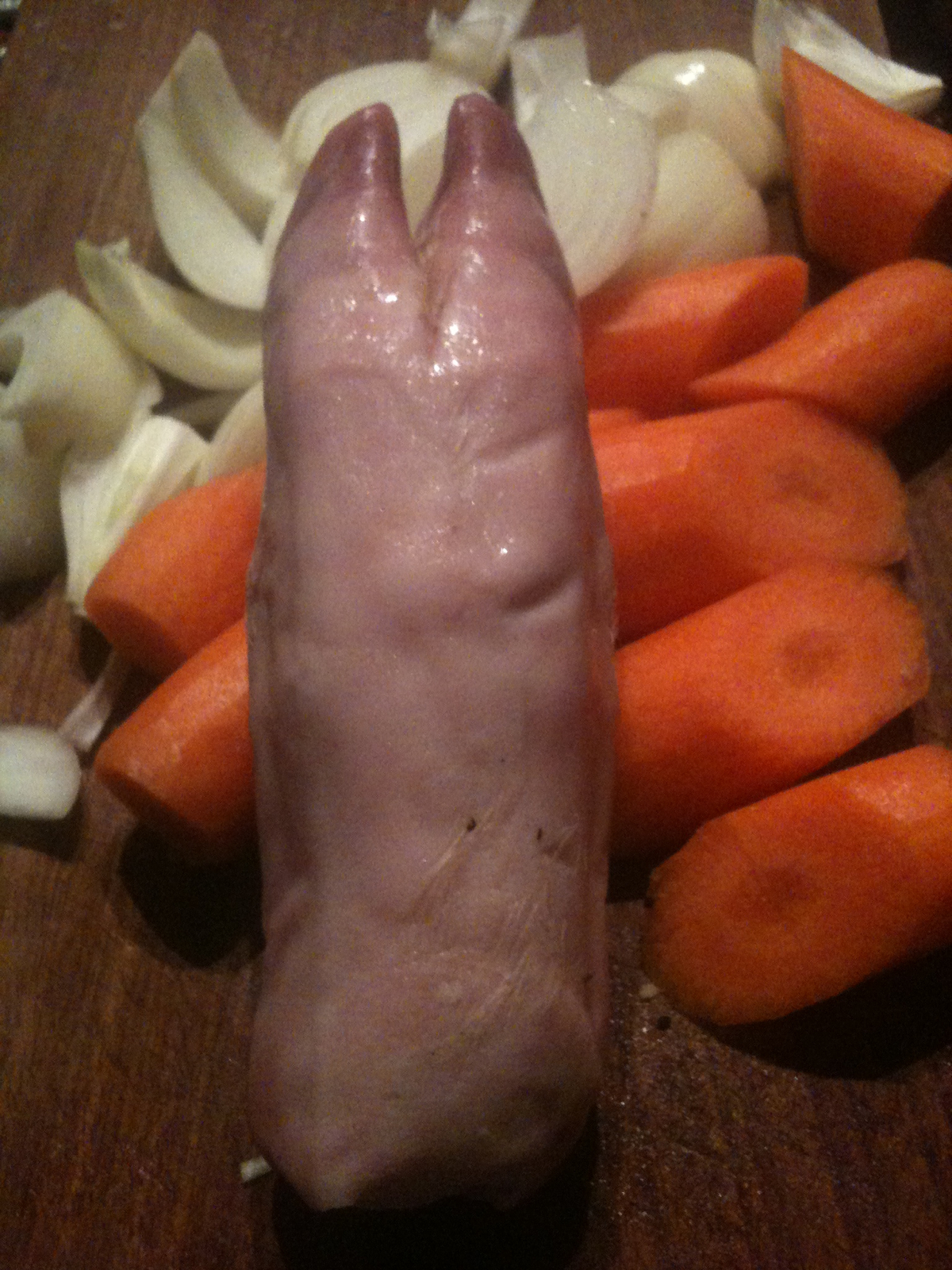
Według Jókaiego, wśród składników „nóżek wieprzowych gotowanych z fasolą”, znajdują się nóżki takie jak „buty aniołów”